# Eudoxos van Kyzikos
Eudoxos van Kyzikos (Oudgrieks Εὔδοξος Κύζικου) (ca. 130 v.Chr.) was een Griekse zeevaarder die de route van Egypte naar India verkende, eerst over de Indische Oceaan en dan door een (niet-gelukte) rondvaart van Afrika vanaf de Middellandse Zee.
Van Eudoxos wordt beweerd dat hij in opdracht van farao Ptolemaios VIII een succesvolle reis heeft gemaakt naar India. Met de hulp van een Indische gids vond hij de route over de Arabische Zee, maar de vracht parfum en edelstenen waarmee hij terugkeerde, werd tot zijn teleurstelling onmiddellijk geconfisqueerd door Ptolemaios. Na diens dood ondernam Eudoxos acht jaar later een tweede reis onder patronage van Kleopatra II, maar opnieuw kon hij geen winst maken omdat alles in beslag werd genomen. Niettemin was hij de herontdekker van de zeeweg van Egypte rondom het Arabisch Schiereiland naar India. Deze route was al vanaf de 5e eeuw v.Chr. door Skylax van Karyanda bevaren, maar de kennis hierover was verloren gegaan. Eudoxos' reis maakte een bloeiende specerijenhandel met India mogelijk.
Vervolgens bekostigde Eudoxos zelf een handelsexpeditie die zonder koninklijke steun een nieuwe route naar India probeerde te zoeken door om Afrika heen te zeilen. Hij zou tot dit plan zijn gekomen nadat hij op de kust van Oost-Afrika iets had gevonden waarvan hij zeker was dat het de restanten van een schip uit Gades in Spanje waren.
Zijn eerste expeditie, die hij vanuit de Middellandse Zee begon, strandde in Marokko, waar zijn bemanning aan het muiten sloeg, zodat Eudoxos gedwongen werd terug te keren. Bij zijn tweede poging bereikte hij de westkust van Afrika, maar er werd niets meer van hem vernomen nadat hij zijn tocht naar het zuiden was begonnen. Een verklaring voor Eudoxos' mislukte poging is dat een omvaring tegen de klok in met de toenmalige schepen door de vele tegenstromingen maar zelden mogelijk was.
- Gemeinsame Normdatei: 118944800
- International Standard Name Identifier: 0000 0000 0905 8058
- Library of Congress Control Number: n2001041031
- Nederlandse Thesaurus van Auteursnamen: 145755371
- Système universitaire de documentation: 243407335
- Virtual International Authority File: 10645145
- WorldCat: E39PBJvXgpwkFYw8xCRJ9h8DMP